# C・L・ムーア
C・L・ムーア（C. L. Moore, 1911年1月24日 - 1987年4月4日）は、アメリカ合衆国の小説家、SF作家、ファンタジー作家。本名はキャサリン・ルシール・ムーア（Catherine Lucille Moore)。代表作〈ノースウェスト・スミス〉シリーズなどで人気を博した。夫のヘンリー・カットナーもSF作家であり、夫婦で多くの合作を行なった。

## 生涯

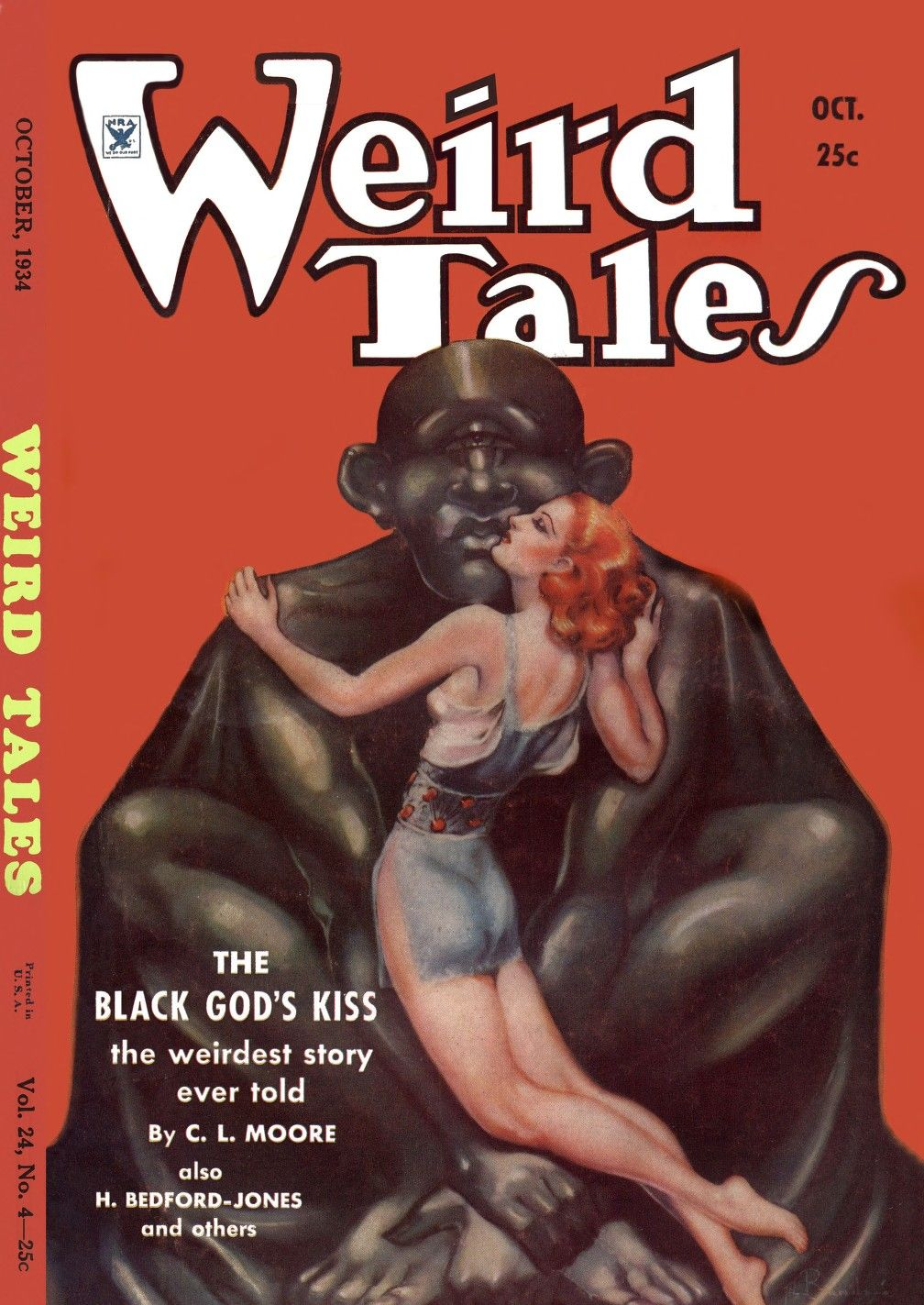
ウィアード・テイルズ誌1934年10月号。「暗黒神のくちづけ」が表紙になっている。

1911年1月24日、インディアナポリスに生まれる。子供のころは身体が弱く、いつも読書ばかりしていて、やがて自分でもお話を作って書くようになる。インディアナ大学に入学したが、世界恐慌をきっかけとして大学を中退し、インディアナポリスの Fletcher Trust Company に秘書として就職。1931年に書店で『アメージング・ストーリーズ』を目にしてSFを書くことを志し、作品を同誌に持ち込んだが没にされ、次作「シャンブロウ」を『ワンダー・ストーリーズ』に持ち込んだが拒絶され、『ウィアード・テイルズ』で採用された。以後このノースウェスト・スミスを主人公とするシリーズは同誌でR・E・ハワードの英雄コナンシリーズと並ぶ人気となる。またこれに続いてジョイリーのジレルを主人公としたシリーズも同誌に発表を始めた。
当初、名前を「C・L」と略すことで性別は隠された。1934年に（発行40部の）同人誌『The Fantasy Fan』にてムーアが女性であるという事実が明かされ、サム・モスコウィッツ『Seekers of Tomorrow』によると、これによりムーアは「SF界において『フランケンシュタイン』の作者M.W.シェリーに次ぐ枢要な女性の地位に置かれることになったのだ」と述べられるようになった。
1936年、当時『ウィアード・テイルズ』の新鋭作家であったヘンリー・カットナーはムーアを男と勘違いしたままファンレターを書き、ロバート・ブロックやフランク・グルーバーを交えた交際ののち、2人は1940年に結婚した。
カットナーとムーアは、結婚前から合作による作品を発表するようになり、結婚後はルイス・パジェット(Lewis Padgett)を初めとする多数の（浅倉久志によると19もの）ペンネームの下に、作風、投稿する雑誌を変えて大量の合作を行なった。この活動は、やもすれば「有望な新人作家が、カットナー夫妻の新しい別名に過ぎないのではないかと疑われる」という珍現象（カットナー・シンドローム）を招いた（ジャック・ヴァンスはカットナー夫妻の別名義と思われた作家の一人である）。パジェットはユーモアものを発表する際によく使用された名義で、この名義での代表作には「ホグベン(Hogben)一家」シリーズがある。カットナーの関与の度合いが薄いものについてはローレンス・オドネル (Lawrence O’Donnell) というペンネームをよく使った。結婚後には単独作は少なく、むしろカットナーの共作者として働いた。カットナー名義の作品の中にもムーアの書いたものが含まれるとも、自身で語っている。
有名な合作作品としては「ボロゴーヴはミムジィ」（2007年の映画『ミムジー 〜未来からのメッセージ〜』の原作）や「ヴィンテージ・シーズン」（1991年の映画『グランド・ツアー』の原作）がある。《ノースウェスト・スミス》シリーズの一編「スターストーンを求めて」も合作している。1956-57年には、「マイケル・グレイ」という精神分析学者が主人公の合作ミステリ小説4作を発表。1957年「新世界の黎明」が最後の長編小説となった。
1958年にカットナーが亡くなると、ムーアはほとんど創作活動をやめ、夫が講師を務めていた南カリフォルニア大学の創作講座を引き継いで4年間勤める。またテレビの脚本に転じ、『マーベリック』『サンセット77』などを書いた。1963年に作家ではないトマス・レジーと再婚すると、完全に執筆をやめ、カリフォルニア州のパサディナに住んだ。
1981年、世界幻想文学大賞生涯功労賞を受賞。
晩年ムーアはアルツハイマー型認知症を患い、1987年4月4日、ハリウッドの自宅で亡くなった。
2004年に、カットナーと共同で第4回コードウェイナー・スミス再発見賞を贈られた。

## 作品
代表的な作品の一つは犯罪者で冒険家の主人公ノースウェスト・スミスを主人公とする太陽系を舞台にしたシリーズで、もう一つは中世ヨーロッパを舞台に、ジョイリーのジレルを主人公としたファンタジー系の《処女戦士ジレル》シリーズである。後者は「剣と魔法」もののファンタジーとしては最初期の女性主人公の物語だった。
《ノースウェスト・スミス》シリーズで最も有名な作品は「シャンブロウ」で、最初に売れた短編でもある。ウィアード・テイルズ誌1933年11月号に掲載され、彼女はそれで百ドルを手に入れた。幻想的・耽美的な作風を持った「シャンブロウ」は、活劇主体であった当時のSF中では異彩を放っていた。計12編の続編、すなわち《ノースウェスト・スミス》シリーズはムーアの代表作であるとともにスペースオペラのマスターピースのひとつに数えられている。この作品の一つ「スターストーンを求めて」は、作中でスミスの口ずさむ「地球の緑の丘」の歌詞に触発されて、R・A・ハインラインがムーアの許可を得て同名の作品を書いたことでも知られる。
《処女戦士ジレル》シリーズの舞台ジョイリーは、L・スプレイグ・ディ・キャンプによると、14世紀百年戦争の頃のフランス西部の架空の小王国で、ジレルはその女王であり、男を凌ぐ剣の腕と勇猛さを持つ女戦士である。最も有名な作品は「暗黒神のくちづけ」で、ウィアード・テイルズ誌1934年10月号の表紙イラストになっている（イラストレーターは Margaret Brundage）。初期作品は、当時としては珍しい感覚的・感情的な描写が特徴だった。
1940年代にはアスタウンディング誌にも作品を発表した。アスタウンディング誌に掲載したいくつかの短編を集めた短編集 Judgment Night が1952年に出版された。アスタウンディング誌1943年の8月号と9月号に連載された長編で、未来の銀河帝国を舞台とした冒険もの。"The Code"（1945年7月号）は、ファウストを現代風に解釈しラヴクラフト的な恐怖で味付けした短編。"Promised Land"（1950年2月号）と "Heir Apparent"（1950年7月号）は、人類が太陽系に広がっていく際に経験しなければならない試練を描いた短編。"Paradise Street"（1950年9月号）は、孤独なハンターと入植者の衝突という西部劇的な物語を未来に置き換えた短編。

### 単著
《ノースウェスト・スミス》シリーズ:「ノースウェスト・スミス」参照。
《処女戦士ジレル》シリーズ Jirel of Joiry
- 「暗黒神のくちづけ」Black God’s Kiss 1934年
- 「暗黒神の幻影」Black God’s Shadow 1934年
- 「魔法の国」Jirel Meets Magic 1935年
- 「暗黒の国」The Dark Kand 1936年
- 「ヘルズガルド城」Hellsgarde 1939年

《長編》
- 『銀河の女戦士』Judgment Night 1943年
- 『新世界の黎明』Doomsday Morning 1957年

《短編》
- The Bright Illusion 1934年
- Great Glories 1935年
- Tryst in Time 1936年
- Miracle in Three Dimensions 1939年
- Fruit of Knowledge 1940年
- There shall be Darkness 1942年
- Crash by Night 1943年（ローレンス・オドンネル名義（カットナーとの共作でないことは仁賀克雄が手紙でムーアに確認。以下同じ）[3]）
- Doorway into Time 1943年
- The Children’s Hour 1944年
- 「美女ありき」No Woman Born 1944年
- The Code 1945年（ローレンス・オドンネル名義）
- Vintage Season 1946年（ローレンス・オドンネル名義）
- Daemon 1946年
- Promised Land 1950年（ローレンス・オドンネル名義）
- Heir Apparent 1950年（ローレンス・オドンネル名義）
- Paradise Street 1950年（ローレンス・オドンネル名義）
- Home is the Hunter 1953年
- Rite of Passage 1956年

### カットナーと共著
ルイス・パジェット名義の作品は「ルイス・パジェット」参照。
- 『たそがれの地球の砦』Earth's Last Citadel 1943年
- The Mask of Circe 1948年
- No Boundaries 1955年（短編集）

### 作品集
- Judgment Night 1952年（同名長編と他の短編集）
- Shambleau and Others 1953年
- Northwest of Earth 1954年
- Jirel of Joiry 1969年、Black God's Shadow 1977年、Black God's Kiss 2007年（ジレル全5作の作品集）
- The Best of C. L. Moore　レスター・デル・レイ編、1975年
- Northwest of Earth 2008年（ノースウェスト・スミス全作品）

## 日本語訳された作品

### C・L・ムーア名義
- 《ノースウェスト・スミス》
  - 『大宇宙の魔女』仁賀克雄訳、ハヤカワ文庫SF、1971年
  - 『異次元の女王』仁賀克雄訳、ハヤカワ文庫SF、1972年
  - 『暗黒界の妖精』仁賀克雄訳、ハヤカワ文庫SF、1973年
（日本オリジナル編集）
  - 『シャンブロウ』仁賀克雄訳、論創社、2008年
《ノースウェスト・スミス》シリーズをすべて収録したもの。
  - 『大宇宙の魔女: ノースウェスト・スミス全短編』中村融・市田泉訳、創元推理文庫、2021年
《ノースウェスト・スミス》シリーズすべてに加え、「C・L・ムーアの自伝的スケッチ」を併録。
- 《処女戦士ジレル》
  - 『暗黒神のくちづけ』仁賀克雄訳、ハヤカワ文庫SF、1973年
- その他
  - 『新世界の黎明』Doomsday Morning (1957) 仁賀克雄訳、ハヤカワ文庫SF、1975年
  - 『銀河の女戦士』Judgement Night (1943) 仁賀克雄訳、ソノラマ文庫海外シリーズ、1985年
  - 「美女ありき」No Woman Born 1944年（アスタウンディング）（『20世紀SF 1 1940年代 星ねずみ』（河出文庫 2000年）などに収録）

### カットナーとの合作
- 『ミュータント』Mutant (1953)
  - 浅倉久志訳（ルイス・パジェット名義）、ハヤカワ・SF・シリーズ、1964年
- 『ポロゴーヴはミムジイ』
  - 小尾芙佐他訳（日本版オリジナル短編集。カットナー単独名義だが、パジェット作品を多く収録する）、ハヤカワ・SF・シリーズ、1973年
- 『たそがれの地球の砦』Earth's Last Citadel (1943)
  - 仁賀克雄訳（ムーア＆カットナー名義）、ハヤカワ文庫SF、1976年
- 『世界はぼくのもの』
  - 米村秀夫編（日本版オリジナル短編集。カットナー単独名義だがパジェット作品を収録する）、青心社SFシリーズ、1985年

## 注
1. ↑  野田昌宏「わがシャンブロウへの挽歌」（『大宇宙の魔女』早川書房）
2. ↑  仁賀克雄「訳者あとがき」（『異次元の女王』早川書房）
3. 1 2  仁賀克雄「訳者あとがき」（『暗黒神のくちづけ』早川書房）